# خوسيه دانيال غارسيا
خوسيه دانيال غارسيا (بالإسبانية: José Daniel García)‏ (27 يناير 1986 في المكسيك - ) هو لاعب كرة قدم مكسيكي في مركز الدفاع. لعب مع أتلانتي إف سي وطوروس نيزا.

## وصلات خارجية
- خوسيه دانيال غارسيا على موقع قاعدة بيانات كرة القدم.إي يو (الإنجليزية)